# Campeonato Mundial de Natação em Piscina Curta de 2018 - 4x200 m livre feminino
A prova dos 4x200 metros livre feminino do Campeonato Mundial de Natação em Piscina Curta de 2018 foi disputado no dia 15 de dezembro de 2018, no Hangzhou Sports Park Stadium, em Hangzhou, na China. 

## Recordes
Antes desta competição, os recordes mundiais e do campeonato nesta prova eram os seguintes:
|                       | Nome | Nacionalidade | Tempo   | Local | Data                  |
| --------------------- | --- | ------------- | ------- | ----- | --------------------- |
| Recorde mundial       | Inge Dekker (1:54,73) Femke Heemskerk (1:51,22) Ranomi Kromowidjojo (1:54,17) Sharon van Rouwendaal (1:52,73) | Países Baixos | 7:32.85 | Doha  | 3 de dezembro de 2014 |
| Recorde do campeonato | Inge Dekker (1:54,73) Femke Heemskerk (1:51,22) Ranomi Kromowidjojo (1:54,17) Sharon van Rouwendaal (1:52,73) | Países Baixos | 7:32.85 | Doha  | 3 de dezembro de 2014 |

## Medalhistas
| Ouro                                                                                         | Prata | Bronze                                                                      |
| China · Li Bingjie · Yang Junxuan · Zhang Yuhan · Wang Jianjiahe · Ai Yanhan* · Liu Xiaohan* | Estados Unidos · Leah Smith · Mallory Comerford · Melanie Margalis · Erika Brown · Lia Neal* · Veronica Burchill* | Austrália · Ariarne Titmus · Minna Atherton · Carla Buchanan · Abbey Harkin |

*Participaram apenas das eliminatórias, mas também receberam medalhas.

## Resultados

### Eliminatórias
As eliminatórias ocorreram dia 15 de dezembro com um total de 11 nacionalidades. 
| Colocação | Bateria | Raia | Nacionalidade  | Nadadoras | Tempo   | Notas |
| --------- | ------- | ---- | -------------- | --- | ------- | ----- |
| 1         | 2       | 3    | Austrália      | Carla Buchanan (1:56.37) Minna Atherton (1:55.08) Abbey Harkin (1:55.74) Ariarne Titmus (1:53.53)                   | 7:40.72 | Q     |
| 2         | 2       | 5    | Rússia         | Anastasia Guzhenkova (1:55.08) Irina Krivonogova (1:56.76) Daria Mullakaeva (1:54.39) Valeriya Salamatina (1:55.01) | 7:41.24 | Q     |
| 3         | 1       | 4    | Estados Unidos | Lia Neal (1:56.67) Veronica Burchill (1:57.02) Erika Brown (1:55.32) Leah Smith (1:55.63)                           | 7:44.64 | Q     |
| 4         | 1       | 3    | Itália         | Margherita Panziera (1:56.78) Erica Musso (1:56.13) Federica Pellegrini (1:54.09) Simona Quadarella (1:57.82)       | 7:44.82 | Q     |
| 5         | 2       | 4    | China          | Ai Yanhan (1:57.90) Zhang Yuhan (1:54.14) Liu Xiaohan (1:55.46) Li Bingjie (1:57.72)                                | 7:45.22 | Q     |
| 6         | 1       | 5    | Japão          | Tomomi Aoki (1:56.88) Chihiro Igarashi (1:55.93) Mayuko Goto (1:57.39) Rika Omoto (1:56.43)                         | 7:46.63 | Q     |
| 7         | 1       | 2    | Alemanha       | Annika Bruhn (1:55.82) Reva Foos (1:56.12) Marie Pietruschka (1:56.48) Sarah Köhler (1:58.91)                       | 7:47.33 | Q     |
| 8         | 2       | 2    | Áustria        | Marlene Kahler (1:58.02) Lena Kreundl (1:57.28) Cornelia Pammer (1:59.49) Claudia Hufnagl (2:00.29)                 | 7:55.08 | Q     |
| 9         | 2       | 6    | Hong Kong      | Sze Hang Yu (1:59.16) Kan Cheuk Tung Natalie (2:02.56) Chan Kin Lok (2:00.64) Ho Nam Wai (1:58.88)                  | 8:01.24 |       |
| 10        | 2       | 7    | Nova Zelândia  | Hayley McIntosh (2:02.65) Paige Flynn (2:00.87) Emma Godwin (1:59.39) Caitlin Deans (1:58.35)                       | 8:01.26 |       |
| 11        | 1       | 6    | Eslováquia     | Laura Benková (1:59.74) Tamara Potocká (2:02.60) Sára Niepelová (2:03.79) Sabína Kupčová (2:04.72)                  | 8:10.85 |       |

### Final
A final foi realizada em 15 de dezembro. 
| Colocação         | Raia | Nacionalidade  | Nadadoras | Tempo   | Notas |
| ----------------- | ---- | -------------- | --- | ------- | ----- |
| Medalha de ouro   | 2    | China          | Li Bingjie (1:54.56) Yang Junxuan (1:53.06) Zhang Yuhan (1:53.94) Wang Jianjiahe (1:52.52)                     | 7:34.08 |       |
| Medalha de prata  | 3    | Estados Unidos | Leah Smith (1:55.85) Mallory Comerford (1:53.00) Melanie Margalis (1:53.59) Erika Brown (1:52.86)              | 7:35.30 |       |
| Medalha de bronze | 4    | Austrália      | Ariarne Titmus (1:52.22) Minna Atherton (1:54.73) Carla Buchanan (1:54.82) Abbey Harkin (1:54.63)              | 7:36.40 |       |
| 4                 | 5    | Rússia         | Anna Egorova (1:54.18) Daria Mullakaeva (1:55.22) Anastasia Guzhenkova (1:53.94) Veronika Andrusenko (1:53.30) | 7:36.64 |       |
| 5                 | 7    | Japão          | Tomomi Aoki (1:55.04) Chihiro Igarashi (1:54.89) Mayuko Goto (1:56.76) Rika Omoto (1:56.28)                    | 7:42.97 |       |
| 6                 | 6    | Itália         | Margherita Panziera (1:56.71) Erica Musso (1:56.65) Federica Pellegrini (1:52.66) Simona Quadarella (1:57.16)  | 7:43.18 |       |
| 7                 | 1    | Alemanha       | Annika Bruhn (1:56.30) Marie Pietruschka (1:55.99) Laura Riedemann (1:57.03) Reva Foos (1:57.04)               | 7:46.36 |       |
| 8                 | 8    | Áustria        | Marlene Kahler (1:58.80) Lena Kreundl (1:57.20) Cornelia Pammer (1:59.01) Claudia Hufnagl (2:00.92)            | 7:55.93 |       |

Legenda
| Recorde mundial       | Recorde mundial (World record)               |                       | Recorde africano                      | Recorde africano (African) |                                           | Q | Classificado por posição (Qualified) |
| Recorde do campeonato | Recorde do campeonato (Championship record)  | Recorde da América    | Recorde da América (Americas)         | q                          | Classificado por melhor tempo (Qualified) |   |                                      |
| Melhor marca do ano   | Melhor marca do ano (World leading)          | Recorde asiático      | Recorde asiático (Asian)              | DNS                        | Não largou (Did not start)                |   |                                      |
| Recorde nacional      | Recorde nacional (National record)           | Recorde europeu       | Recorde europeu (European)            | DNF                        | Não terminou (Did not finish)             |   |                                      |
| Recorde pessoal       | Recorde pessoal do atleta (Personal best)    | Recorde da Oceania    | Recorde da Oceania (Oceania)          | DSQ / DQ                   | Desclassificado (Disqualified)            |   |                                      |
| Recorde da temporada  | Recorde da temporada do atleta (Season best) | Recorde sul-americano | Recorde sul-americano (South America) | NM                         | Sem marca (No mark)                       |   |                                      |